# صائنة (اسم)
صائنة هو اسم علم مؤنث من أصل عربي، ومعناه هو الحاذقة البارعة المتقنة من الفعل مهر برع.

## وصلات خارجية
- موسوعة السلطان قابوس لأسماء العرب نسخة محفوظة 5 أبريل 2019 على موقع واي باك مشين.